# SINIC Center
 (septembre 2018).
 (septembre 2018).
Le SINIC Center est un gratte-ciel de la ville de Shenzhen en Chine. Haute de 210 mètres, elle a été construite en 2017.